# Udo Witt
Udo Witt (* 1956 in Rheydt) ist ein deutscher Kirchenmusiker.

## Leben
Witt studierte Evangelische Kirchenmusik an der Hochschule für Musik und Tanz Köln. Er absolvierte sein A-Examen mit einer besonderen Auszeichnung für Chor- und Orchesterleitung. Nach  ersten Stellen in Kelzenberg und Viersen wurde er 1991 an die Friedenskirche in Duisburg-Hamborn berufen. 2002 wechselte er an die Evangelische Hauptkirche in Rheydt. Für seine überregionale Tätigkeit wurde er von der Evangelischen Kirche im Rheinland zum Kirchenmusikdirektor ernannt. Zum 1. Februar 2022 ging er in den Ruhestand.

## Tondokumente

### Orgel
- Udo Witt spielt Werke von W. A. Mozart auf der Stockmann-Orgel der St. Vincentius-Kirche in Wegberg-Beeck. Smalltown Records 1991.
- Die Sauer-Orgel (1902) der Ev. Hauptkirche Rheydt, Orgelmusik des 18. Und 19. Jahrhunderts zur Advents- und Weihnachtszeit. 2002.[5]

### Orgel mit Orchester
- Sinfonisches Orgelkonzert. CD, Konzertmitschnitt 2007.
  - Josef Gabriel Rheinberger: Konzert F-Dur opus 137. Orgel: Udo Witt.
  - Francis Poulenc:  Konzert für Orgel, Streichorchester und Pauken g-moll. Orgel: Reinhold Richter, Dirigat: Udo Witt.
  - Marco Enrico Bossi: Konzert a-moll opus 100. Orgel: Reinhold Richter, Dirigat: Udo Witt.

### Kantorei der Ev. Hauptkirche Rheydt
- Felix Mendelssohn Bartholdy: Paulus. CD, Konzertmitschnitt 2007.
- Johannes Brahms: Ein deutsches Requiem. CD, Konzertmitschnitt 2008.